# Palazzo del Podestà (Verona)
Il palazzo del Podestà, così chiamato in quanto sede nei quattro secoli di governo veneziano della più alta carica civile nell'amministrazione della città, ma conosciuto anche come palazzo di Cangrande dal nome del suo committente o di palazzo del Governo, della Provincia o della Prefettura per via della sua funzione attuale, è un edificio civile situato tra piazza dei Signori, le Arche scaligere e corso Santa Anastasia a Verona. Di proprietà della Provincia di Verona, è attualmente sede della Prefettura.

## Storia e descrizione

### La dimora degli Scaligeri
Cangrande I della Scala fece edificare l'edificio nel primo decennio del Trecento partendo probabilmente da un fabbricato precedente, come sembrano attestare alcune antiche vestigia nel basamento della torre d'angolo, e vi andò a risiedere insieme alla sua corte nel 1311 o poco prima. Infatti sembra che nella sua residenza diede ospitalità a numerosi uomini illustri, tra cui il sommo poeta Dante Alighieri, esule da Firenze e per la seconda volta a Verona. Giorgio Vasari racconta inoltre che Giotto, celebre pittore fiorentino, soggiornò per qualche tempo a Verona e che lavorò nel palazzo di Cangrande, dove avrebbe realizzato diversi affreschi oltre al ritratto di Cangrande, di cui non sono tuttavia rimaste tracce.
L'edificio già originariamente si sviluppava a "C" tra le attuali piazza dei Signori, via Santa Maria Antica e vicolo Cavalletto, affacciandosi sull'area su cui sarebbe sorto il sepolcreto degli Scaligeri e sulla platea dominationis che ancora oggi porta il loro nome, come a sancire l'importanza sia pubblica che privata della dinastia.

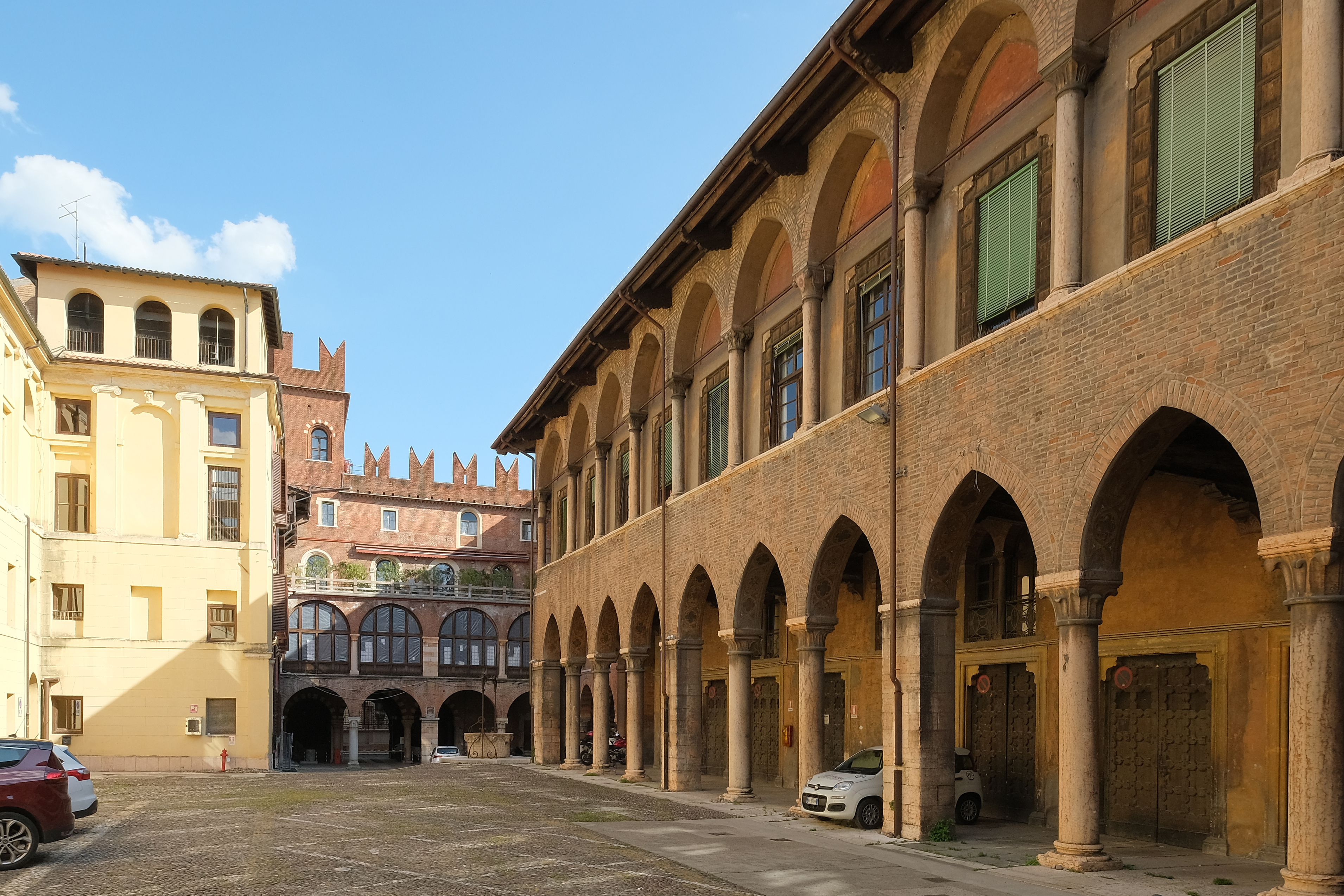
Sulla destra dell'immagine, la loggia di Cansignorio vista da corso Santa Anastasia

Cansignorio della Scala negli anni 1360 fece edificare una loggia che allungò il complesso fino a corso Santa Anastasia, struttura a due piani e costituita originariamente da due soli ampi e alti saloni sovrapposti. Gli ambienti, che furono interamente dipinti da Jacopo Avanzi e Altichiero, vengono descritti dal Vasari che cita una Guerra di Gerusalemme secondo Giuseppe Flavio, due Trionfi e una serie di affreschi con effigi di imperatori romani, l'esempio più antico attestato nel Medioevo, che trovavano spazio negli ampi sottarchi ed erano probabilmente volti a celebrare la signoria. Questi sono gli unici sopravvissuti e sono stati strappati, restaurati e collocati al museo degli affreschi Giovanni Battista Cavalcaselle.

### Ampliamenti in epoca veneziana
Dopo la caduta della signoria scaligera il palazzo divenne sede, durante il governo della Repubblica di Venezia, del podestà. Un primo ampliamento del complesso vi fu già nel 1492, con il completamento della loggia del Consiglio, un braccio che si allunga sul margine nord-occidentale di piazza dei Signori.

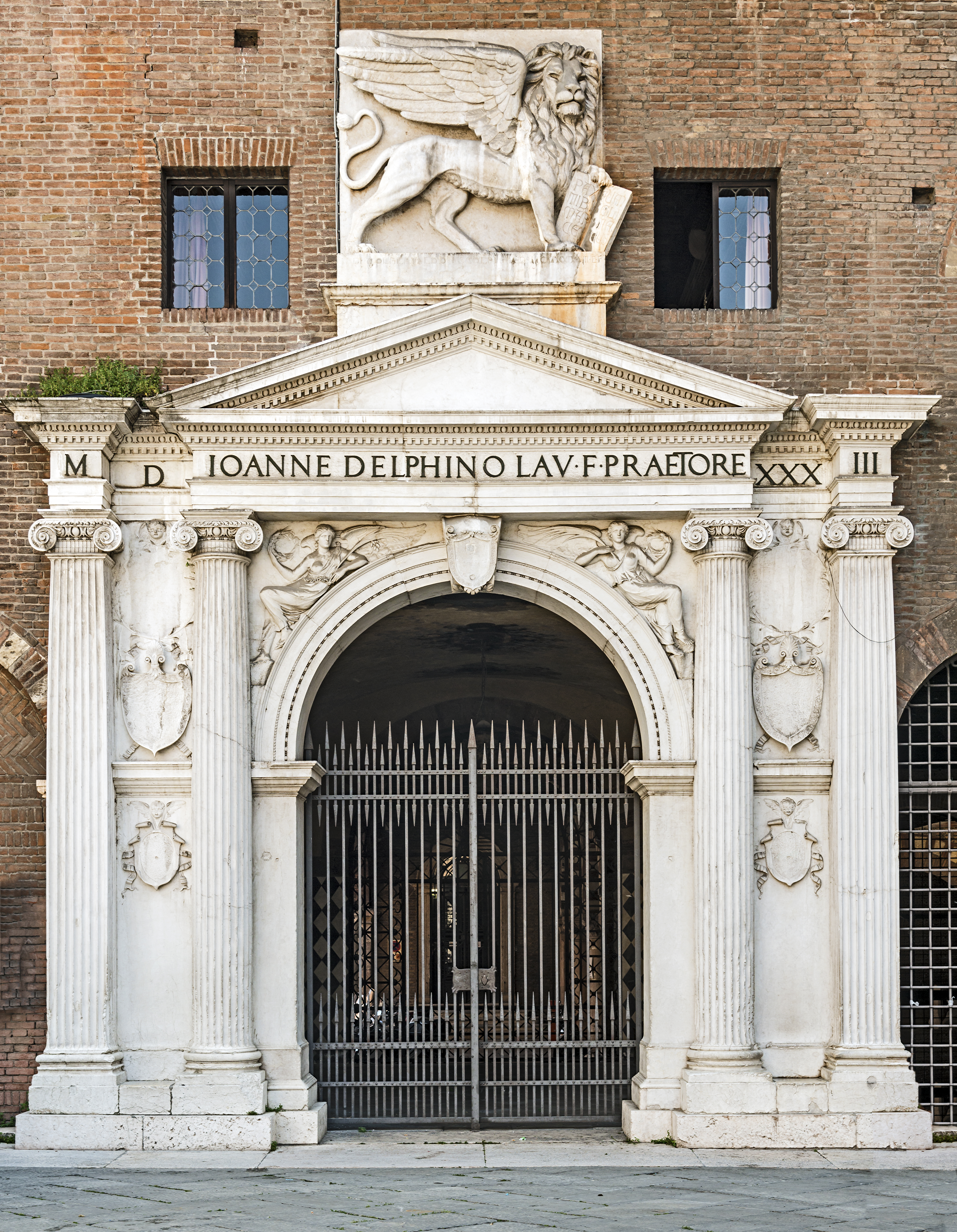
Il portale opera del celebre architetto Michele Sanmicheli

Nel 1533 invece il podestà Giovanni Dolfin commissionò al noto architetto rinascimentale Michele Sanmicheli il portale che adorna l'ingresso del palazzo da piazza dei Signori. Il portale richiama l'arco trionfale romano e in particolare si rifà al veronese arco dei Gavi, da cui si discosta solamente per la mancanza di un basamento, che non fu realizzato in quanto il nuovo ingresso al palazzo doveva adattarsi a quello precedente.
L'ultimo ampliamento, che diede l'assetto definitivo al complesso, venne completato nel 1560, quando fu edificato il lungo corpo di fabbrica speculare alla loggia di Cansignorio, che come questa si protende verso corso Santa Anastasia. Questo corpo consiste in una sorta di finta loggia parallela a quella di Cansignorio, della medesima altezza e lunghezza ma a tre ordini invece che a due, ritmata da finte aperture e lesene e caratterizzata da un linguaggio cinquecentesco.

### Restauro novecentesco
Durante la dominazione francese il palazzo fu soggetto ai saccheggi dei napoleonici e nel 1797, durante le Pasque veronesi, venne addirittura colpito da colpi di cannone. Inoltre in quegli anni il prefetto Smancini trasformò la facciata su piazza dei Signori in uno stile genericamente post-rinascimentale; l'aspetto medievale che caratterizza il palazzo oggi si deve così al restauro effettuato tra il 1927 e il 1930 e curato da Antonio Avena, al tempo direttore dei musei civici di Verona, che si ispirò almeno in parte al progetto non realizzato di Camillo Boito, figura di spicco nell'ambito del restauro.
L'intervento interessò sia l'esterno che l'interno del palazzo. In particolare venne rimaneggiata la facciata prospiciente via Santa Maria Antica ma fu soprattutto quella su piazza dei Signori ad essere pesantemente modificata, anche se tenendo conto delle murature e delle aperture originali. Il prospetto fu inoltre coronato da merlature e parte della loggia di epoca veneta che affaccia sulla piazza fu riaperta. Gli ambienti interni furono decorati con pitture ornamentali in stile, che riprendono i motivi geometrici e vegetali delle pitture trecentesche originali ancora presenti in alcuni ambienti del palazzo.
Oggi il palazzo, di proprietà della Provincia di Verona, è sede della Prefettura.